# Pagode Sule
La Pagode Sule est une pagode, vieille de deux mille ans[réf. nécessaire], située sur un rond-point dans le centre de Rangoun, en Birmanie. Elle se distingue des autres car la forme octogonale de la base se transmet à la coupole dorée.
Auparavant, la pagode se situait sur une île de la rivière Hlaing. Durant l'occupation anglaise, le centre-ville de Rangoun a été restructuré, avec la pagode en son centre. Elle sert depuis de référence pour les distances kilométriques dans le nord du pays.
Durant les manifestations pro-démocratiques de 1988 et celles de 2007, la pagode fut l'un des lieux de rassemblement des manifestants.

## Notes et références

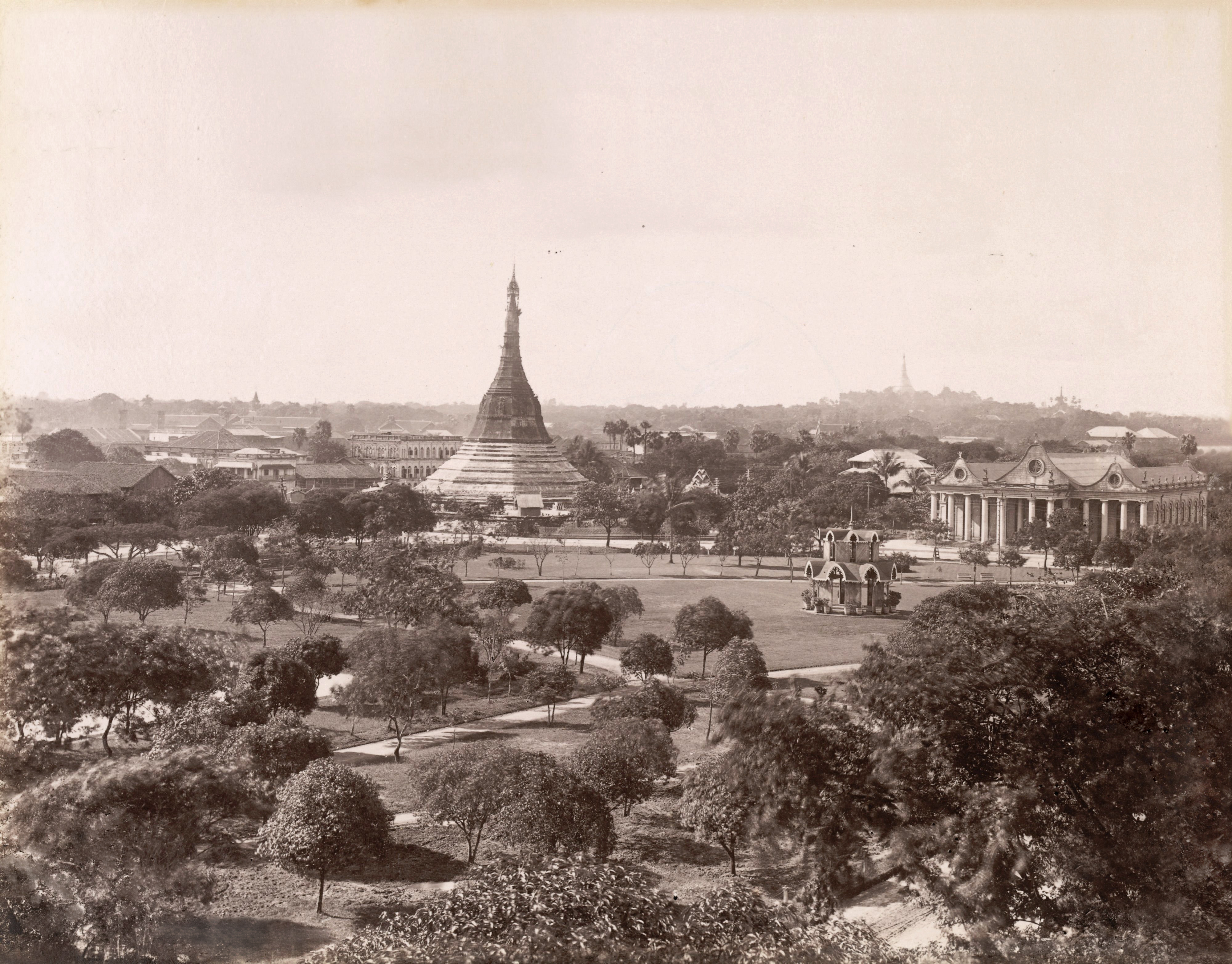
La pagode Sule en 1890